# Б-125
Б-125, К-107, Б-107, БС-107 — подводная лодка проекта 629, 629р, заводской номер 820.

## История строительства

Силуэт проекта 629

Заложена 17 ноября 1958 года в цехе ССЗ № 402 в Северодвинске как большая подводная лодка с баллистическими ракетами, 27.03.1959 зачислена в списки кораблей ВМФ. Спущена на воду (выведена из дока) 23 апреля 1960 года, временно вошла в состав 339-й бригады строящихся и ремонтирующихся подлодок Беломорской военно-морской базы. 16 июня 1960 года переклассифицирована в крейсерскую подлодку с баллистическими ракетами, переименована в К-107. Вступила в строй 14 августа 1960 года, 30 августа того же года вошла в состав 140-й отдельной бригады подводных лодок Северного Флота (Оленья Губа).

## История службы
15 июля 1961 года вошла в состав 12-й эскадры 18-й дивизии подводных лодок Северного Флота (пункт базирования — губа Сайда). В июле-августе 1961 года принимала участие в ликвидации последствий аварии на К-19 (пр. 658), на К-107 была перегружена баллистическая ракета Р-13 с К-19.
В сентябре 1961 года успешно выполнила ракетную стрельбу (совместно с К-113 и К-118).
В 1962 году отрабатывала задачи ракетной подготовки, участвовала в учениях по заправке ракет, выполнила 9 ракетных пусков, в том числе в мае успешно выполнила стрельбу тремя баллистическими ракетами по трём целям. С февраля по 5 мая 1963 года выполнила автономное плавание в воды экваториальной Атлантики для несения боевой службы и уточнения характеристик ракетного комплекса, за время плавания выполнила на «отлично» четыре условных старта одной и двумя баллистическими ракетами с фактическим подъёмом ракет на пусковой стол, после похода с оборудованной позиции успешно выполнила стрельбу баллистическими ракетами, которые прошли транспортные испытания в течение 6 месяцев. За время плавания на К-107 полностью разрушилось ограждение ракетных шахт из алюминиевого сплава АМг.
С августа по октябрь 1974 года — в составе Экспедиции особого назначения 84 совместно с К-83 (пр. 629) по Северному морскому пути совершила межфлотский переход из губы Оленья (Северный Флот) в бухту Северную залива Владимира (Тихоокеанский флот) (старший группы подводных лодок — заместитель командира 16-й дивизии подводных лодок капитан первого ранга Магаршак М. Б.), вошла в состав 6-й эскадры 29-й дивизии подводных лодок.
В период с 1 января 1975 по 30 декабря 1977 года на «Дальзаводе им. 50-летия СССР» во Владивостоке прошла модернизацию и переоборудование по проекту 629Р, временно входила в состав 4-й бригады строящихся и ремонтируемых подводных лодок Тихоокеанского Флота. С 25 июля 1977 года переклассифицирована из крейсерской лодки в большую, переименована в Б-107. 6 февраля 1978 года официально отнесена к проекту 629Р, переклассифицирована в ПЛ-ретранслятор. 3 августа того же года переименована в БС-107.
С 11 июня 1978 по 17 ноября 1978 года — южным путём, через Индийский и Атлантический океаны совершила обратный переход с Тихоокеанского Флота на Северный Флот, с заходом в порт Луанда (Ангола). 13 ноября 1978 года вошла в состав 9-й эскадры 49-й бригады подводных лодок Северного Флота (пункт базирования Ура-Губа).
В 1983 году вошла в состав 9-й эскадры 35-й дивизии подводных лодок Северного флота (пункт Видяево).
В декабре 1990 года в связи с расформированием 35-й дивизии вошла в состав 9-й эскадры 7-й дивизии подводных лодок Северного Флота (пункт базирования Видяево). 24 июня 1991 года исключена из состава ВМФ в связи со сдачей в Отдел фондового имущества для демонтажа и реализации, 1 октября 1991 года расформирован экипаж, позже в результате разграбления лодка затонула у причала в Ура-Губа на глубине 40 метров.

## Командиры
1. Караваев Б. А. (21.05.1959 — 14.05.1963);
2. Антонов В. А. (05.1963 — 01.1966);
3. Долинин Ю. С. (01.1966 — 1969);
4. Луговской Ф. М. (1969—1982);
5. Марков В. А. (1982-1987-?).